# Jo Hyo-bi
Jo Hyo-Bi (født 15. juli 1991) er en kvindelig sydkoreansk håndboldspiller som spiller for Colorful Daegu og Sydkoreas kvindehåndboldlandshold. Hun spiller venstre fløj.
Hun repræsenterede Sydkorea, under VM i kvindehåndbold 2017 i Tyskland og Sommer-OL 2020 i Tokyo.
Hun var også med til at vinde guld ved Asienmesterskabet i 2018 i Japan, efter finalesejr over Japan, med cifrene 30-25.